# Rāmpura (ort i Indien, Punjab)
Rāmpura är en ort i Indien.   Den ligger i distriktet Bathinda och delstaten Punjab, i den norra delen av landet, 260 km nordväst om huvudstaden New Delhi. Rāmpura ligger 218 meter över havet och antalet invånare är 45 639.
Terrängen runt Rāmpura är mycket platt. Runt Rāmpura är det tätbefolkat, med 308 invånare per kvadratkilometer. Rāmpura är det största samhället i trakten. Trakten runt Rāmpura består till största delen av jordbruksmark.